# کورنیلوف
ژنرال لاور گئورگیویج کورنیلوف (روسی: Лавр Гео́ргиевич Корни́лов) در ۱۳ اوت ۱۹۱۱ از سوی نیکلای دوم، تزار وقت روسیه، به عنوان دریاسالار و فرمانده نیروی دریایی امپراتوری روسیه منصوب شد.
با آغاز جنگ جهانی اول، وی از طرف نیکلای دوم، به عنوان رئیس ستاد جنگ تعیین شد. وفاداری او به تزار آنچنان بود که تزار خود به عنوان پشتوانه راه، برای او صلیب کشید و سپس شمشیر لیپورتیک که دسته و غلاف طلایی داشت و مربوط به تزار مخوف بود را به او اعطا کرد.
در فوریه ۱۹۱۷ میلادی، با پیروزی انقلاب روسیه، نیکلای دوم از قدرت خلع شد و دولت موقت روسیه زیر نظر گئورگی لووف و الکساندر کرنسکی تشکیل شد.
در دوران دولت موقت، او فرماندهی کل ارتش دولت موقت را برعهده داشت. در آن هنگام، او اقدام به یک کودتا بر ضد الکساندر کرنسکی کرد. این کودتا با شکست مواجه شد.
در جریان انقلاب اکتبر ۱۹۱۷، ولادیمیر لنین در روسیه به قدرت رسید. لنین خواستار پایان جنگ بود. به قدرت رسیدن لنین، سبب شد که کورنیلوف که در کشتی پطر کبیر در حال هدایت جنگ بود دچار مشکل شود.
افسران تماماً از کورنیلوف حمایت کردند اما سربازان ملوانان به مخالفت پرداختند.
او برای جلوگیری از خونریزی، شمشیر لیپورتیک را به آب انداخت و اعلام کرد معاهده صلح را قبول دارد و سپس افسران که تنها نیروی حاضر در کشتی مجهز به سلاح فشنگی و نمونه ای مشابه کلت‌های امروزی بودند یک به یک در کشتی تسلیم و سپس کشتی به سن پطرزبورگ و بعد به مسکو پایتخت جدید رفت.
کورنیلوف به دیدار لنین رفت و در قبال آزادی و تبعید تزار به استانبول اعلام وفاداری تا آخرین قطره خون خود و تمام افسران و ژنرال‌ها را کرد.
اما لنین ۲ روز بعد در حدود ۱۰۰ ژنرال و ۱۵۰۰۰ افسر و ۱۱ تن از وزرا را به شیوه‌های گوناگون می‌کشد.
کورنیلوف عصبانی شد و سپس ارتش وفادار به خود را مجدداً سازماندهی کرد و در جنوب مشغول عملیات شد.
اما در جریان سفر با قطار به دلیل خیانت یکی از ژنرال‌های ارشد و فرمانده نیروی زمینی توسط افراد لنین دستگیر و ۲ روز بعد در مسکو همراه با وزیر کشور جنبش وفاداران به تزار تیرباران شد و جنازه آنها به زیر یخ‌ها انداخته شد. لازم است ذکر شود که تزار و خانواده‌اش در شب قبل آن در خانه محل اسارتشان اعدام شده بودند.
ارتش سفید که برای نجات کورنیلوف به مسکو نزدیک شده‌بود، پشت دروازه‌های مسکو زمین‌گیر و نابود شد.